# Soğanlı, Bahçelievler
Soğanlı là một xã thuộc huyện Bahçelievler, tỉnh Istanbul, Thổ Nhĩ Kỳ.